# Euchroma gigantea
Euchroma gigantea es una especie de escarabajo de la familia Buprestidae. Es la única especie del género Euchroma. Fue descrita científicamente por Linnaeus en 1758.

## Subespecies
- Euchroma gigantea gigantea (Linnaeus, 1758)
- Euchroma gigantea goliath (Laporte & Gory, 1836)
- Euchroma gigantea harperi Sharp, 1881
- Euchroma gigantea inca Obenberger, 1928
- Euchroma gigantea peruana Obenberger, 1928

## Descripción
Euchroma gigantea es uno de los escarabajos buprestidos más grandes (de ahí el nombre latino "gigantea" de la especie), alcanzando una longitud de aproximadamente 50 a 80 milímetros (2,0 a 3,1 pulgadas).
El cuerpo de E. gigantea es robusto y alargado y los élitros tienen una superficie arrugada y un color verde metálico con tintes rojizos o violáceos. El pronoto tiene una mancha oscura a cada lado. Las larvas alcanzan una longitud de aproximadamente 12 a 15 centímetros (4,7 a 5,9 pulgadas). Los élitros de los adultos recién emergidos tienen una capa de un polvo ceroso amarillento. A medida que el escarabajo envejece, este polvo desaparece.

## Comportamiento
Los machos aparentemente atraen a las hembras por un chasquido producido por los élitros. Esta especie suele aparearse en agosto. Las larvas son mineras de madera caída, mientras que los adultos generalmente se encuentran caminando sobre los troncos de los árboles.

## Dieta
Las larvas se alimentan de madera en descomposición, especialmente de la familia Bombacaceae (ceiba, principalmente Ceiba pentandra, Bombacopsis spp., Ochroma spp. y Pseudobombax spp.), pero también de especies de Araucaria angustifolia y Ficus.

## Distribución y hábitat
Esta especie es originaria de América Central y del Sur (México, Panamá, Ecuador, Cuba, Perú, Brasil, Colombia, Argentina, Venezuela y partes de Bolivia).
 Vive en regiones cálidas del Amazonas hasta alturas de 1200 metros (3900 pies) sobre el nivel del mar.

## Galería

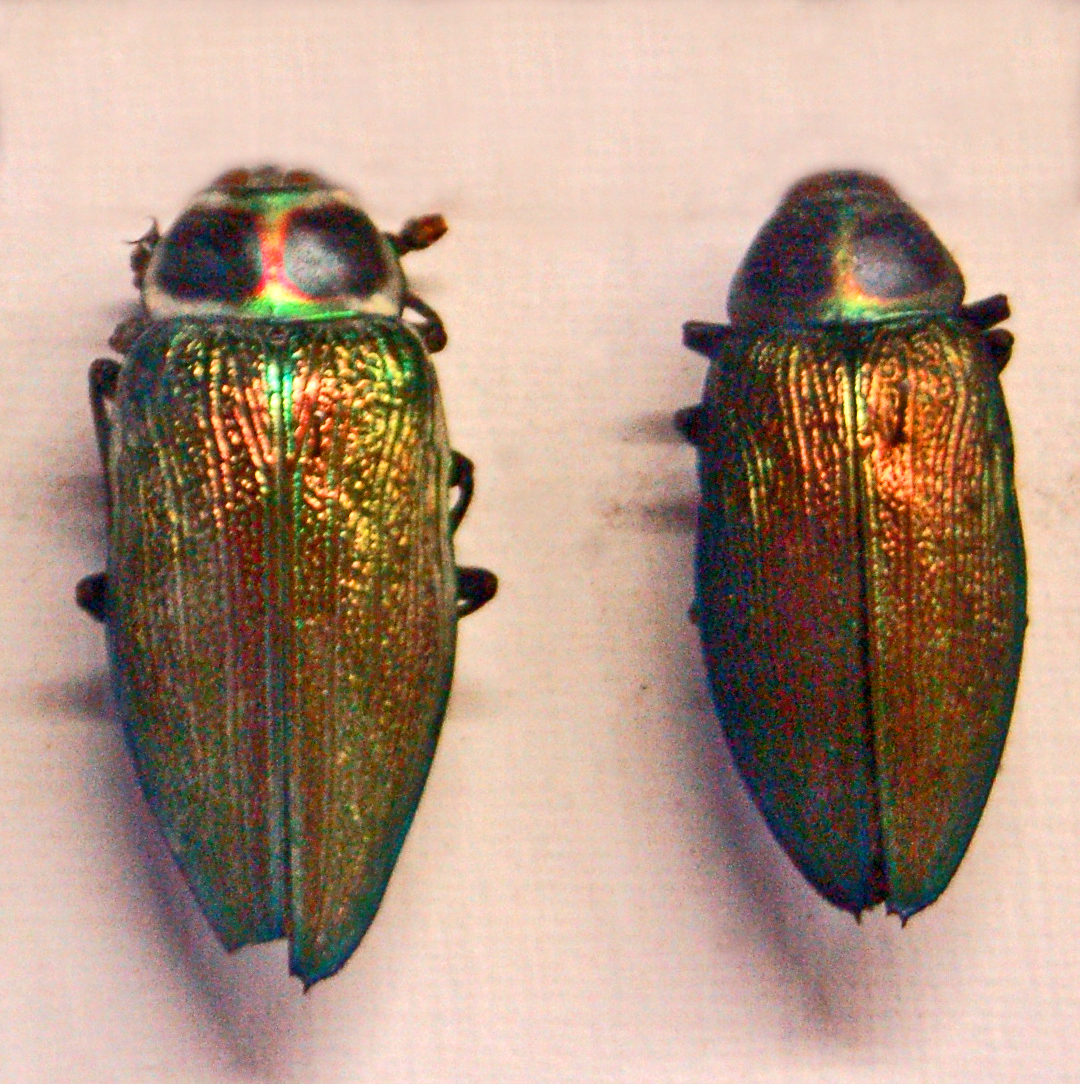
Euchroma gigantea
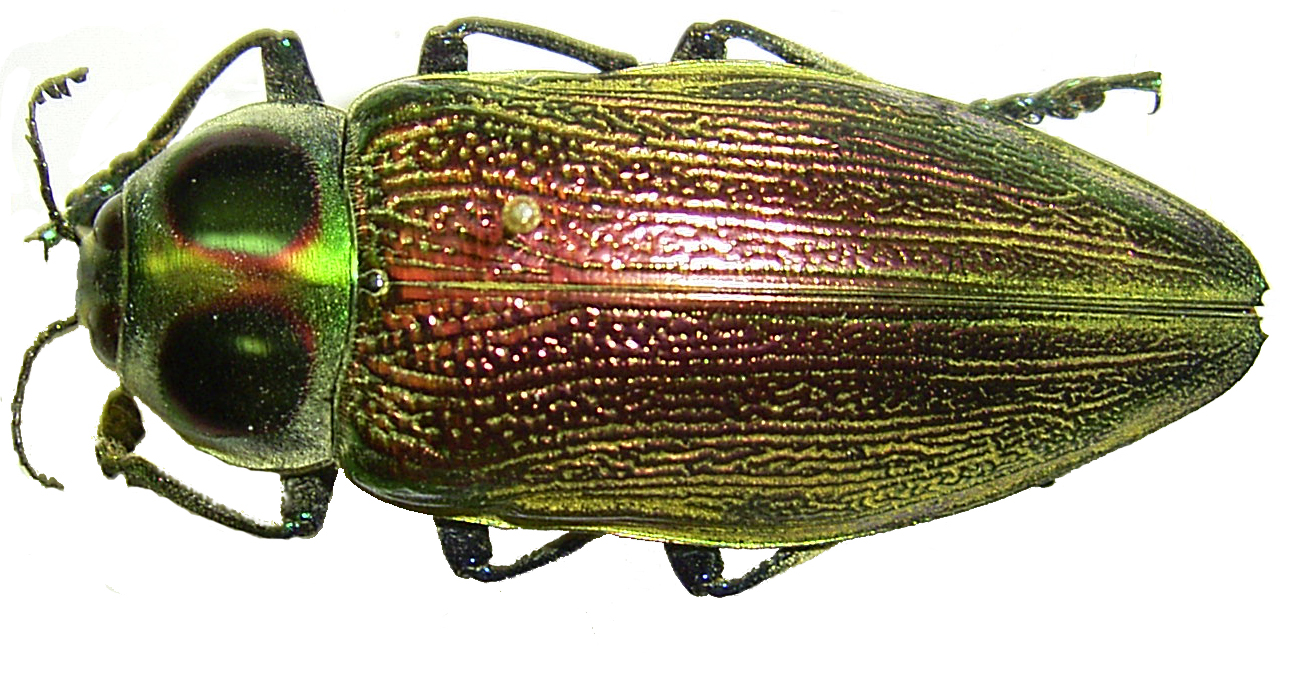
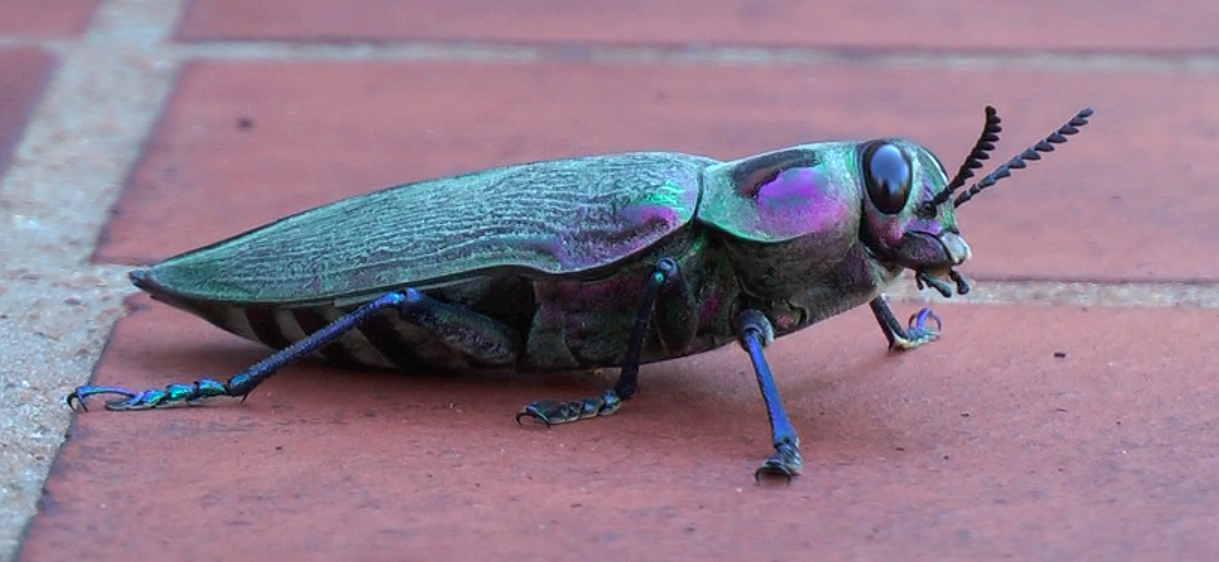
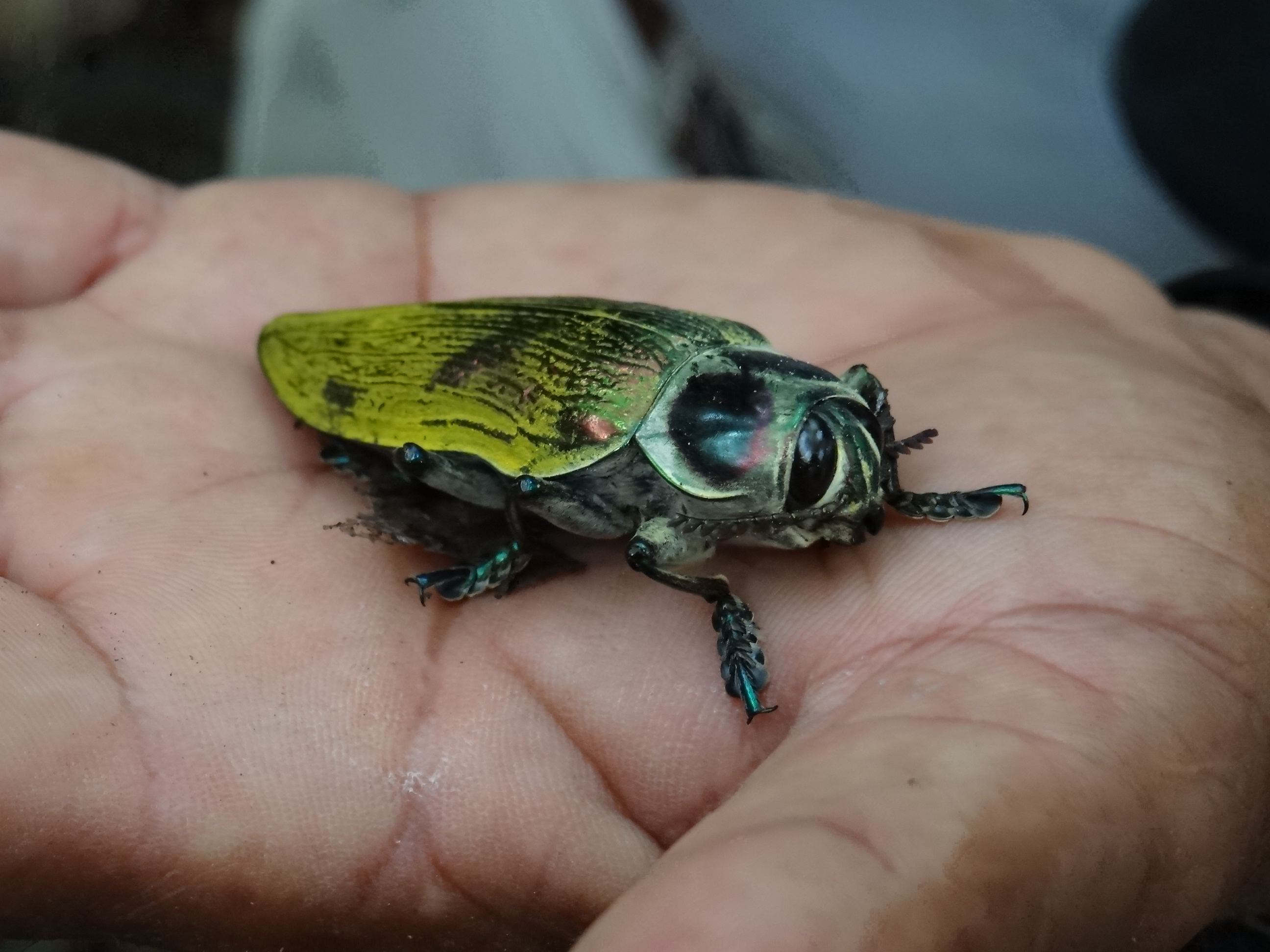